# Bayerische Eishockeyauswahl der Frauen
Die bayerische Eishockeyauswahl der Frauen ist eine vom Bayerischen Eissport-Verband zusammengestellte Auswahl bayerischer Eishockey-Spielerinnen. 

## Geschichte
Die Mannschaft spielte erstmals 2007 drei Freundschaftsspiele gegen die tschechische Eishockeynationalmannschaft der Frauen in  Passau, Deggendorf und Regen. Alle drei Spiele wurden verloren.
Die bayerische Auswahl nahm 2009 am 16. Internationalen Frauenturnier in Cergy, Frankreich. Dort gewann diese gegen Spanien und Belgien, unterlag jedoch Cergy, dem Grefrather EV und dem Collège Les Lynx d’Edouart Montpetit, das Kanada vertrat. Im Spiel um Platz 3 konnte Grefrath schließlich besiegt werden.
2010 unterlag die Auswahl in einem Freundschaftsspiel in Füssen Frankreich mit 1:6.